# مقاطعة بروفيدانس (رود آيلاند)
مقاطعة بروفيدانس هي مقاطعة في جزيرة رود، تتبع رود آيلاند، بلغ عدد سكانها 626٬667  نسمة، في 2010، عاصمتها بروفيدنس، رود آيلاند، تبلغ مساحتها 1٬129 كيلومتر مربع.

## الموقع
تشترك في الحدود مع:
- مقاطعة نورفولك، ماساتشوستس
- مقاطعة كينت (رود آيلاند)
- مقاطعة بريستول (رود آيلاند).

## التقسيمات الإدارية
- بوريلفيل
- سنترال فولز
- كرانستون
- كمبرلاند
- إيست بروفيدانس
- فوستر
- غلوكستير
- جونستون
- لينكولن
- نورث بروفيدانس
- نورث سميثفيلد
- بوتكيت
- بروفيدنس، رود آيلاند
- سكيتوت
- سميثفيلد
- ونسوكت.

## أعلام
- مايو د. هيرسي
- غابريلا هارتنت
- أماندا كلايتون
- إرنست فورتين